# Brigitte Klinz
Brigitte Klinz (* 4. Mai 1962) ist eine ehemalige deutsche Fußballspielerin.

## Karriere

### Vereine
Klinz spielte seit ihrem zwölften Lebensjahr für die SSG 09 Bergisch Gladbach. Als 14-Jährige debütierte sie in der ersten Mannschaft. Sie gehörte der Mannschaft an, die das Finalrückspiel um die Deutsche Meisterschaft am 25. Juni 1977 auf den Sandhöfer Wiesen in Frankfurt-Niederrad mit 1:0 gegen die NSG Oberst Schiel gewann. Ihr 20-minütiger Einsatz reichte, um sich Deutscher Meister nennen zu dürfen, da das Hinspiel im heimischen Stadion An der Paffrather Straße torlos geendet hatte. Aus den Finalspielen der Jahre 1979 bis 1983 ging sie mit ihrer Mannschaft ebenfalls siegreich hervor.
Sie gehörte auch der Mannschaft an, die die Finalpremiere um den DFB-Pokal am 2. Mai 1981 im Stuttgarter Neckarstadion gegen den TuS Wörrstadt mit 5:0 gewann; zwei weitere Pokalsiege folgten in den Jahren 1982 und 1984.
Nachdem sie kurze Zeit für Grün-Weiß Brauweiler gespielt hatte, kehrte nach Bergisch Gladbach zurück und bestritt am 24. Juni 1990 noch einmal ein Finale um die Deutsche Meisterschaft, das die SSG 09 mit 0:3 gegen den TSV Siegen im Leimbachstadion verlor; danach beendete sie ihre Fußballerkarriere.

### Auswahl-/Nationalmannschaft
Klinz gewann zudem als Spielerin der Auswahlmannschaft des Fußball-Verbandes Mittelrhein das erstmals am 10. Mai 1981 in Bergisch Gladbach ausgetragene Finale um den Länderpokal, der gegen die Auswahlmannschaft des Niedersächsischen Fußballverbandes mit dem 1:0-Sieg errungen wurde.
Von 1982 bis 1985 bestritt sie acht Länderspiele für die A-Nationalmannschaft. Sie gehörte der Mannschaft an, die bei der Premiere am 10. November 1982 in Koblenz mit 5:1 gegen die Schweizer Nationalmannschaft erfolgreich gewesen ist. Es folgten 1983 fünf weitere Einsätze, 1984 und 1985 jeweils ein Einsatz als Nationalspielerin. 

## Erfolge
- Deutscher Meister 1977, 1979, 1980, 1981, 1982, 1983
- DFB-Pokal-Sieger 1981, 1982, 1984
- Länderpokal-Sieger 1981

## Sonstiges
Sie arbeitete später als Personalvermittlerin und ist seit 2013 selbständig. Im Juli 2016 gründete sie die BS Klinz GmbH.